# Champ pétrolifère de Dalia
Pour les articles homonymes, voir Dalia.
 (avril 2016).
Si vous disposez d'ouvrages ou d'articles de référence ou si vous connaissez des sites web de qualité traitant du thème abordé ici, merci de compléter l'article en donnant les références utiles à sa vérifiabilité et en les liant à la section « Notes et références ».
Le champ pétrolifère de Dalia est un champ pétrolifère situé sur la côte de l'Angola. Il fait partie du bloc 17. Sa production a commencé en 2006. Il est exploité par Total. Total détient 40 % des droits sur le gisement, Statoil détient 23,33 %, ExxonMobil 20 % et BP 16,67 %.

## Autre site en Angola
- Pazflor